# Liste der Biografien/Esm
Liste der Biografien |
Portal Biografien |
Personensuche
# |
A |
B |
C |
D |
E |
F |
G |
H |
I |
J |
K |
L |
M |
N |
O |
P |
Q |
R |
S |
T |
U |
V |
W |
X |
Y |
Z |
?
 
Ea |
Eb |
Ec |
Ed |
Ee |
Ef |
Eg |
Eh |
Ei |
Ej |
Ek |
El |
Em |
En |
Eo |
Ep |
Eq |
Er |
Es |
Et |
Eu |
Ev |
Ew |
Ex |
Ey |
Ez
 
Esa |
Esb |
Esc |
Esd |
Ese |
Esf |
Esg |
Esh |
Esi |
Esk |
Esl |
Esm |
Esn |
Eso |
Esp |
Esq |
Esr |
Ess |
Est |
Esu |
Esw |
Esz
Die Liste der Biografien führt alle Personen auf, die in der deutschsprachigen Wikipedia einen Artikel haben. Dieses ist eine Teilliste mit 35 Einträgen von Personen, deren Namen mit den Buchstaben „Esm“ beginnt.

## Esm

### Esma
- Esma Sultan (1778–1848), Tochter Abdülhamid I. und die Schwester Mustafa IV. sowie Mahmud II.
- Esmaeili, Parshad (* 1997), deutsche Entertainerin und Stand-up-Comedienne
- Esmaeili, Saeid (* 2003), iranischer Ringer
- Esmaeili, Tareq (* 1977), katarischer Radrennfahrer
- Esmaeilifar, Danial (* 1993), iranischer Fußballspieler
- Esmaeli, Zohre (* 1985), afghanisches Model
- Esmahan, Erke (* 1984), kasachische Sängerin und Schauspielerin
- Esmail, Sam (* 1977), US-amerikanischer Drehbuchautor und RegisseurSam Esmail (* 1977)

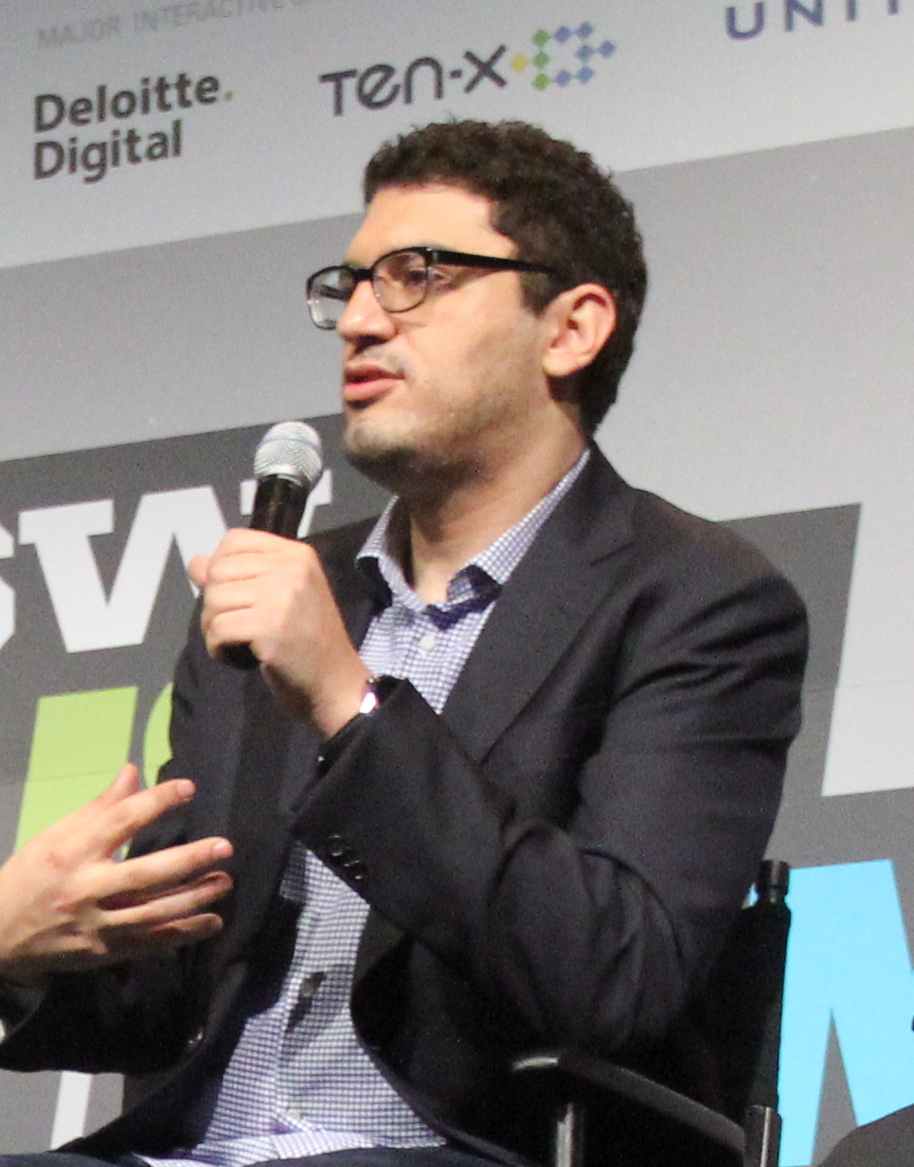
Sam Esmail (* 1977)

- Esmaili, Ardalan (* 1986), schwedischer Theater- und Filmschauspieler
- Esmailpourjouybari, Masoud (* 1988), iranischer Ringer
- Esmailzadeh, Annahita (* 1992), deutsche IT-Managerin und Autorin
- Esmailzadeh, Sarina (2006–2022), iranisches Opfer staatlicher Gewalt
- Esmarch, Christian Hieronymus (1752–1820), deutscher Beamter
- Esmarch, Ernst (1794–1875), deutscher Jurist und Bürgermeister von Bad Segeberg
- Esmarch, Erwin von (1855–1915), deutscher Bakteriologe, Hygieniker und Hochschullehrer
- Esmarch, Friedrich von (1823–1908), deutscher Arzt, Begründer des zivilen Samariterwesens in Deutschland
- Esmarch, Heinrich Carl (1792–1863), Jurist und Mitglied der Frankfurter Nationalversammlung
- Esmarch, Karl (1824–1887), deutscher Jurist und Hochschullehrer
- Esmarch, Lauritz (1765–1842), dänischer Landvermesser, Jurist und Mineraloge
- Esmarch, Nicolaus Ludwig (1654–1719), deutscher Lyriker und evangelischer Theologe
- Esmark, Jens (1763–1839), dänischer Geologe
- Esmati-Wardak, Masuma (1930–2016), afghanische Politikerin und Schriftstellerin

### Esme
- Esmei Amari, Cecile (* 1991), ivorische Fußballspielerin
- Esmein, Maurice (1888–1918), französischer Maler des Kubismus
- Esmel, Dylan (* 1998), deutsch-ivorischer Fußballspieler
- Esménard, Joseph (1769–1811), französischer Schriftsteller, Politiker und Mitglied der Académie française
- Esmer, Ennis (* 1978), kanadischer Schauspieler und Komiker
- Esmer, Pelin (* 1972), türkische Drehbuchautorin und Filmemacherin
- Esmeralda, Merche, spanische Flamenco-Tänzerin und -Choreografin
- Esmergül, Yasemin (1920–2007), türkische Schauspielerin

### Esmi
- Esmie, Robert (* 1972), kanadischer Leichtathlet
- Esmilla, Efren (* 1962), philippinisch-US-amerikanischer römisch-katholischer Geistlicher, Weihbischof in Philadelphia

### Esmo
- Esmond, Jill (1908–1990), britische SchauspielerinJill Esmond (1908–1990)

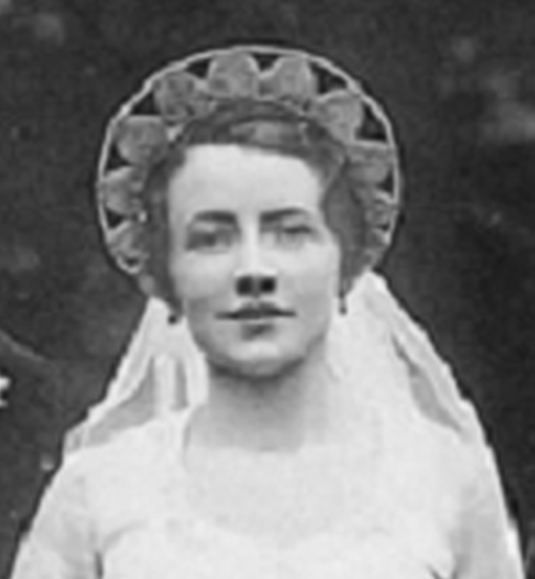
Jill Esmond (1908–1990)

- Esmonde, Anthony (1899–1981), irischer Politiker
- Esmonde, John Henry Grattan (1928–1987), irischer Jurist und Politiker